# 不锈钢皂

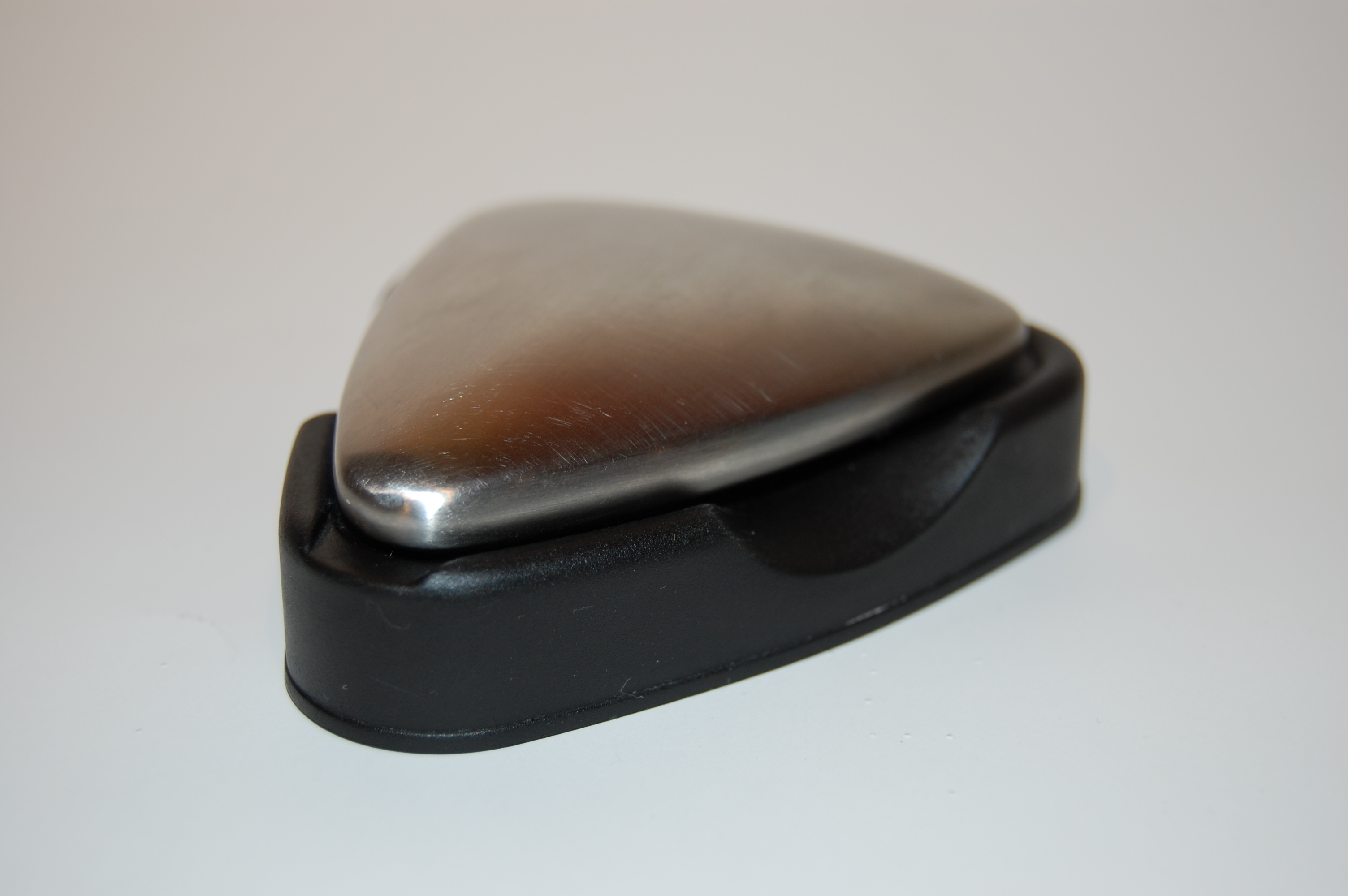
一块不锈钢皂和肥皂盒

不锈钢皂也常称作不锈钢肥皂、钢皂，是一种被制作成肥皂形状的不锈钢，设计的初衷在于去除手上一些传统肥皂难以去除的强烈气味，如鱼腥味、大蒜、洋蔥、汽油等的味道。根据生活经验可知，当手上沾满浓重的气味后，一边与不锈钢物件摩擦一边使用流动水冲洗，可以部分地消除气味，这就是不锈钢肥皂的发明灵感。因此有一些观点认为，使用普通的不锈钢或其他材质的物品摩擦双手，同时使用流动水冲洗的效果，其实与使用不锈钢肥皂等价。不锈钢皂在实际使用上，有一定的洗手除异味功效，但并无消毒或者除洗手之外的除异味功能。

## 原理和效果
不锈钢肥皂的使用效果实际上还未获得具体验证，或者说只有部分地验证，其可能的原理基于以下两种猜测。

### 氧化
一种观点认为指出，可能是不锈钢中的铁或者铬与异味分子接触后，使后者形成氧化物，再通过流动水带走。这种观点认为，使用普通的不锈钢物体，即可达到与不锈钢肥皂相同的效果。根据德国一政府机构对一家公司专利产品的效果检测，认为因异味分子一般含有硫与氨的化合物，其不锈钢材料充当催化剂的作用，使其转化为氧化物再被水带走，可以起到消除气味的效果，但其效果如何则没有描述。

### 破坏张力
这种观点认为不锈钢本身对于去除气味并未有任何作用，而只是因为与手的摩擦，破坏了皮肤表面气味分子间的张力，使得其容易被流动水带走，这种效果并不是通过化学变化来实现，双手摩擦不锈钢外其他物体如橡胶、塑料等也能达到破坏张力的效果。但是使用皆需借助于与不锈钢反复摩擦并使用流动水冲洗，靠流动水带走异味的分子。

## 产品与使用
不锈钢皂虽被宣称为可永久使用的肥皂，但是因为其效果一般，并未获得流行。有一些消费者仅将不锈钢皂作为装饰品，另外由于少有科学依据能对不锈钢皂的原理予以佐证，一些专家表示使用不锈钢皂并无作用。
在德国，有不少厂家推出了不锈钢皂的产品，尤其是一些著名的刀具和锅具品牌，在其他国家则较少。其产品普遍标注的用途为厨房中使用，可减少双手异味，使用方法是如同普通肥皂一般摩擦双手，但需要持续较长时间，同时使用流动水清洗，注意摩擦和冲洗需要同时进行方有一定效果。
一般不锈钢皂产品并无标注除洗手以外的用途和功效，有个别厂商还宣称其产品有消除房间异味等其他功效，但未有任何科学依据支持。根据其两种可能的作用原理，均需要通过皮肤直接与不锈钢的摩擦，并使用流动的水将异味分子带走。不锈钢本身无法自行吸附或者分解气味分子，因此理论上不可能实现去除房间或者冰箱异味的效果。